# Серафим Саровски
Серафи́м Саро́вски е йеромонах от Саровския манастир, обявен за преподобен и е сред най-почитаните руски светци.
Основател и покровител на Дивеевския женски манастир. Прославен от Руската православна църква по инициатива на цар Николай II през 1903 г.

## Биография
Роден е в Курск на 19 юли 1754 година, със светското име Прохор Исидорович Мошнин (или Машнин) в семейството на богатия и известен търговец Исидор Мошнин и съпругата му Агапия. Рано изгубва баща си. На 7-годишна възраст пада от камбанарията на строящия се Сергиево-казански катедрален храм (на мястото на по-рано изгоряла църква) „Св. Сергий Радонежки“, но остава невредим. Като юноша Прохор се разболява тежко. Докато боледува, веднъж насън му се явява Св. Богородица, която му обещава да го излекува. Сънят се сбъдва: по време на литийно шествие покрай дома му носят иконата „Знамение“ на Богородица и майка му го изнася, за да се докосне до иконата, след което Прохор оздравява. 
През 1776 г. отива на поклонение в Киев в Киево-Печорската лавра, където старецът Доситей Киевски го благославя и му показва мястото, където трябва да приеме послушание и да бъде подстриган за монах – Саровския манастир. През 1778 г. става послушник на стареца Йосиф в Саровския манастир в Тамбовска губерния. През 1786 г. приема монашество и чин йеродякон, а през 1793 г. е ръкоположен за йеромонах.
През 1794 г. поради склонността си към уединение заживява в килия в гората, на 5 километра от манастира. Като аскетичен подвиг носел и през зимата, и през лятото една и съща дреха, сам си набавял храна в гората, спял малко, постел строго, четял свещените книги (Евангелието, писанията на светите отци), всеки ден дълго се молел и дълго оставал неподвижно като стълпник на речен камък. До килията си Серафим засадил овощна градина и направил пчелни кошери.
От историите, описани в житието, има 2, които са най-известни: опитомяването на мечката, която преподобният храни с хляб от ръката си, и случаят с разбойника. Според житието разбойници разбрали, че при Серафим често ходят богати посетители, и решават да ограбят килията му. Намират го в гората, докато се моли, както всеки ден; с брадва му счупват главата, но светецът не се възпротивява на насилието, въпреки че по онова време все още е млад и силен. След този случай преподобният завинаги остава силно изгърбен. В килията му разбойниците не откриват нищо ценно. По-късно те са хванати, но отец Серафим им прощава и моли съдията да не им налага наказание.
През 1807 г. преподобният приема монашески обет за мълчание, старае се да не се среща с никого и да не разговаря. През 1810 г. той се връща в манастира, където живее в затвор до 1825 г. След като излиза от затвора, приема много посетители от монасите и миряните. Както се твърди в житието, той имал дар на прозорливост и изцеление от болести. Посещавали го известни хора, в това число и цар Александър I. Към всички, които идвали при него, се обръщал с думите „Радост моя!“, а по всяко време на годината поздравявал с „Христос воскресе!“. Той основава и постоянно покровителства Дивеевския девически манастир. През 1831 г. светецът имал видение: явила му се Богородица, обградена от Йоан Кръстител, Йоан Богослов и 12 девици. Умира през 1833 г. в Саровския манастир в килията си по време на коленопреклонна молитва.

## Отношение към староверците
Сведенията за отношението на Серафим Саровски към староверната църква са пълни с противоречия. От една страна, спомените за Серафим Саровски и сборниците с негови мисли еднозначно описват стареца като поддръжник на реформираната църква, официалната йерархия и трипръстното кръстене. От друга страна, на иконите преподобни Серафим обикновено се изобразява с броеница, а в някои случаи – и в староверни (пред разколни) монашески одежди (с калимавка и було и „староверен“ меден кръст, т.к. именно с броеница и в тези одежди е нарисуван на единствения си портрет приживе. Броеницата, с която се молел св. Серафим, е запазена в личните му вещи .
Според някои източници проблемите, възникнали във връзка с канонизацията на Серафим Саровски, са свързани именно със симпатиите му към староверците, и в този случай повечето изказвания за староверството, приписвани на преподобни Серафим, следва да се разбират като опит на учениците му да „реабилитират“ образа на учителя си в очите на дейците на официалната църква.
Този въпрос се изостря допълнително от факта, че името на преподобни Серафим се е използвало и продължава да се използва в антистароверната полемика като пример за много почитан светец, просиял в разколна църква, известен (поне според официалното житие) с антистароверните си изказвания . Като резултат, повечето автори-старостилци подлагат на съмнение фактите, известни за Серафим Саровски, които дават основание за канонизацията му, а името на преподобния винаги се превръща в обект на полемика между отделните изповедания.

## Мъдри мисли
- Страстите се надвиват със страдание и скръб – или избрани, или изпратени от Промисъла.
- Радост моя, моля те, имай мирен дух и тогава хиляди ще се спасят покрай теб.
- Не трябва без нужда да откриваме сърцето си на другите. Когато си сред други хора в света, не е нужно да говориш за духовни неща, особено когато хората нямат желание да слушат.
- Истинската цел на християнския ни живот се състои в това да придобием Дух Свети.
- Всичко ще свърши и ще си отиде – и манастирите, отче, ще се разрушат, а у бедния Серафим в Дивеево до самото Христово пришествие ще се извършва безкръвната жертва.
- Девството е най-висшата добродетел, то е равноангелско състояние и може да замени само по себе си всички добродетели.

## Почитане и канонизация
Основният писмен източник на исторически сведения за стареца Серафим е биографията, създадена от саровския йеромонах Сергий. Последният от 1818 г. е събирал и записвал свидетелства за 2 саровски подвижници: Серафим и схимонах Марк. През 1839 г. в Троице-Сергиевата Лавра, със съдействието на митрополит Филарет (Дроздов), излиза „Кратко животоописание“ на схимонах Марк, като книгата включва „Духовни наставления на отец Серафим“. „Разказ за живота и подвизите“ на отец Серафим (без „Духовни наставления“) е публикуван през 1841 г.
Много от известните днес поучения на стареца Серафим са достигнали до наше време благодарение на записките на помещчика Николай Александрович Мотовилов, открити и издадени от Сергей Николаевич Нилус през 1902 г.  Достоверността на някои факти, изложени от Мотовилов, е спорна.
Народното почитане на отец Серафим започва доста преди канонизацията му, още приживе. Подготовката за официалната канонизация предизвиква политически скандал и трябва да се разглежда в контекста на стремежите на Николай II да преодолее известно „разделение“ (по думите на генерал Александър Мосолов), като разделящо царя от народа, който „искрено го обича“.